# Мескаль
Меска́ль (исп. mezcal) — напиток, получаемый путём дистилляции ферментированного сока агавы.
Слово mezcal имеет свои корни в языке науатль: metl, что означает «агава», и ixcalli, — «приготовление пищи». Таким образом, mexcalli дословно переводится как «приготовленная агава». Традиционно слово «mezcal» использовалось в Мексике для всех спиртов из агавы. Оно продолжает использоваться так и сейчас, независимо от того, были ли эти спирты юридически сертифицированы как «мескаль». Этот напиток кустарного происхождения является отражением самобытной культуры Мексики.
Напиток можно назвать «мескаль», если он изготовлен:
- путём дистилляции одного из 5 видов агав;
- на территории одного из 9 штатов: Оахака, Дуранго, Гуанахуато, Герреро, Сан-Луис-Потоси, Тамаулипас, Сакатекас, Мичоакан, Пуэбла.

Текила — вид мескаля.

## История происхождения
Благодаря нескольким[кто?] исследованиям было доказано, что агава используется жителями Мезоамерики более девяти тысяч лет.
Это растение можно использовать в пищу, для изготовления одежды и обуви, а также как материал для строительства. Его шипы применяли как гвозди и иглы для ритуалов, а в настоящее время[когда?] их используют в народной альтернативной медицине.
Благодаря этому агава почиталась древними жителями Мезоамерики, назвавшими в честь этого растения богиню плодородия — Майяуэль.
По большому счёту мескаль и текила — это агавовый «самогон». В современных условиях промышленного производства оба напитка равнозначны по качеству, просто кто-то предпочитает мескаль, а кто-то — текилу. В последнее время Мексика одинаково успешно продвигает эти напитки на мировом рынке.
Разумеется, агава использовалась и в изготовлении алкоголя. Ещё до колониального времени жители Мезоамерики применяли её в качестве сырья в приготовлении ферментированных напитков.
Они были неотъемлемой частью важных религиозных ритуалов, поэтому доступ к ним был разрешён только священным и благородным людям того времени.
Одним из древнейших способов дистилляции был филиппинский горн. В технологии филиппинского горна использовали местные материалы, такие как глина и древесина. Благодаря этому процесс производства легко адаптировался для дистилляции в условиях кустарного производства. Каждый район или деревня использовали то, что было у них в достатке: местные сорта агавы, орудия для измельчения, породы деревьев, произрастающие на их территории, глину для своих горшков и металл для изготовления тарелок и каминов. Каждый регион создавал уникальные инструменты и методы для производства своего дистиллята в соответствии с региональными особенностями производства.
Первоначально этот дистиллированный напиток был известен как «о де ви» или «мескальное вино». Но через некоторое время приставка «вино» или «о де ви» были опущены, и напиток принял название, известное как «мескаль».
В XVIII веке производство мескаля набрало обороты и стало лидирующим производством в некоторых регионах.
Испанцы во время колонизации привезли медный перегонный куб, унаследованный от арабов. Они, в свою очередь, использовали его для получения эссенций.
Во времена своих исследований Мезоамерики завоеватели открыли для себя агаву и продукты, полученные путём её ферментации. Поэтому они решили начать дистиллировать эти напитки для получения жидкостей, обладающих большим процентным содержанием алкоголя.
Однако во время испанской колониальной деятельности в Мексике корона запретила потребление и производство мескаля, аргументируя это «пагубным злоупотреблением общественным здоровьем и королевскими интересами». Но, конечно, это имело под собой личные экономические интересы. Запрет был создан для сохранения импорта алкогольных напитков из Европы.
Несмотря на это, мескаль продолжил своё существование и производился среди мелких производителей в кустарных условиях в соответствии с учением предков.
К концу XIX века, когда Мексика приобрела независимость, некоторые предприниматели представили в Халиско модернизированные методы дистилляции агавы.
Основное распространение и популярность получил мескаль, произведённый в городе Текила. Его производство отличалось некоторыми изменениями в процессе приготовления и обработки агавы. Он стал называться как «мескаль из города Текила», но со временем название сократилось, и напиток получил имя Текила. В течение двадцатого века капиталистическое влияние привело к росту производства алкогольной промышленности и текила, как более известный продукт, завоевала престиж и вышла в массовое производство.

## Технология изготовления
Основой мескаля является агава. Фактически несколько видов агавы были одомашнены. Однако дикорастущая агава традиционно ценилась производителями на порядок выше. Чтобы достичь зрелости, растению требуется 7-8 лет. Однако встречаются и возрастные рекордсмены — 40-50 лет. Эти дикие агавы в основном встречаются в наиболее труднодоступных местах.

### Сбор
Он заключается в срезании листьев агавы и отсечении центрального ствола от корня, который его питает. Сбор осуществляется при помощи специального орудия — «коа», заточённого на одном конце. Сборщиков агавы называют «химадоры». Сбор агавы нужно произвести до начала появления соцветия, которое предшествует размножению агавы. Это важно, потому что все сахара, скопившиеся за время произрастания агавы (это минимум 7-8 лет), пойдут в рост соцветия, чего допускать в процессе производства мескаля нельзя. Ведь чем больше останется сахаров в пинье, тем большее количество алкоголя можно будет получить.
Уже на этом этапе идёт создание вкуса будущего напитка. Здесь отчасти определяются вкусовые и ароматические свойства, а именно вяжущая травянистость. Чем ближе к пинье будут отсечены листья, тем слаще будет агавовая брага.

### Запекание
Приготовление агавы начинается с запекания. Существует три самых распространённых способа:
- земляная яма — самый аутентичный метод. В земле выкапывается яма в виде кратера, которую обкладывают камнями изнутри. На дно помещают древесину, которая при горении нагревает камни. Вид сгораемой древесины также влияет на вкус будущего напитка. На камнях расположена агава (в такой яме обычно помещается до 10 тонн). Процесс запекания длится от 5 до 7 дней.
- каменные печи — комнаты со стенами из блоков или камней. Находящаяся внутри агава подвергается воздействию горячего пара. Такие печи вмещают до 20 тонн, и процесс приготовления занимает до 3 дней.
- автоклав — современный метод. Его можно рассматривать как большую скороварку. Некоторые автоклавы могут вмещать до 30 тонн, а время приготовления достигает 18 часов.

Термическое воздействие способствует распаду сложных сахаров на простые, которые и будут участвовать в последующем процессе ферментации.

### Процесс измельчения
Он направлен на извлечение соков, которые вступят в процесс брожения. Существует 4 наиболее распространённых метода:
- ручной топор или мачете используются для измельчения агавы на мелкие фрагменты. Затем их измельчают деревянными ступками.
- тахона — это круговой жёрнов, изготовленный зачастую из вулканического камня, который весит 200—1000 кг и приводится в действие ослом, лошадью или трактором, которые вращают его вокруг оси на бетонном основании.
- механические измельчители (шредер) — в последние несколько десятилетий некоторые из кустарных производителей облегчают процесс измельчения. Двигатель достаточно силён, чтобы размалывать агаву, что экономит время и усилия производителей.
- конвейер — эти машины являются наиболее эффективными в промышленной производственной линии. Измельчение достигается с помощью ряда механических дробилок и прессов. Агава проходит через них несколько раз до тех пор, пока не будет достигнута полная экстракция сладкого сока.

### Ферментация
Это процесс, с помощью которого микроорганизмы преобразуют сахар в спирт. Скорость и активность процесса характеризуется появлением пузырьков в соке агавы. Его характерный звук является показателем развития процесса. В кустарном производстве агава, волокна и соки, полученные из неё, выливаются в контейнеры, и ферментация занимает 3-10 дней в общей сложности. Наиболее распространёнными являются резервуары, изготовленные из дерева из каждого региона. Тем не менее, имеются также ёмкости из камня, цистерны и даже шкуры животных. Также используются современные резервуары из нержавеющей стали. В них ферментируется только сок агавы. Они позволяют производителям контролировать температуру, и результат достигается всего за 18 часов или даже меньше.

### Дистилляция
Она включает нагревание жидкости до кипения, а затем захват образующихся паров через систему охлаждения, которая понижает её температуру и конденсирует её. В зависимости от масштабов производства используются: филиппинский горн, аламбик, колонны непрерывного типа, комбинированные способы.

### Выдержка
Этот этап крайне редок для производителей мескаля. Ведь выдержка обычно сглаживает недостатки. Поэтому мастера — дистиллеры мескаля — говорят: «не нужно улучшать то, что и так идеально».
По степени выдержки мескаль подразделяется на три основных вида: Joven (без выдержки в древесных бочках), Reposado (дословно: «отдохнувший», выдержанный в бочках несколько месяцев) и Anejo (выдержанный в бочках до нескольких лет).
Текила, в отличие от мескаля, выдерживается в бочках и более длительные сроки, до 14 лет — Extra Aneja.

## Стили мескаля
В зависимости от масштабов, сырья и технологий производства различают следующие стили:

### Ancestral
Указывает на то, что были использованы ручные инструменты, использовавшиеся испокон веков: глина, дерево, тростник и листья агавы. И руки. Дистилляция происходит в глиняном сосуде, сверху которого располагается чаша с водой для сбора конденсата на обратной стороне. Для этого можно использовать трубку тростника и лист агавы, помещённых внутри сосуда. Нагревание осуществляется огнём от костра.

### Artesanal
Является самым распространённым. Дистилляция осуществляется в медном перегонном кубе. Некоторые производители имеют свои особенности, например, использование древесины, что добавляет другие ароматы при испарении. Дистилляция осуществляется партиями. Это подразумевает, что дистилляторы загружаются и разгружают после каждой дистилляции.

### Modern
Они включают в себя как непрерывные, так и фракционные дистилляционные колонны непрерывной работы, которые позволяют повысить эффективность разделения спиртов и ароматизаторов.

## Вкус и аромат мескаля
Специфика того или иного процесса производства влияет на ароматы, которыми впоследствии будет обладать мескаль. Они могут быть разделены на 4 группы согласно происхождению:
- Дымчатость — приобретается в процессе запекания в конусообразных земельных печах вследствие высвобождения определённых молекул в процессе горения. Характерными являются такие ноты, как перец чили, шоколад, древесина, дым. Чем выше содержания алкоголя в мескале, тем менее интенсивны будут эти ароматические профили. Факторами влияния являются также и тип древесины, её количество и размер земельной печи.
- Зелёная агава — является следствием наличия в сырой агаве большого количества экстраординарных эфирных масел, которые включают следующие ноты: анис, цитрусовые, зелёные и цветочные ноты, а также характерные травянистые ноты горечи.
- Печёная агава — аромат, возникающий вследствие химических реакций, происходящих в процессе запекания «пиньи». Белки объединяются с сахарами, высвобождая соединения, характеризующие профильную ароматику мескаля. В процессе длительного запекания в подземных печах образуются сладкие, жареные ноты, а также ароматы арахиса, миндаля, печёной тыквы, коричневого сахара, мёда и карамели.
- Бактериальное брожение — приобретается в процессе ферментации во время превращения сахара в этанол. При производстве мескаля этот этап запускается при помощи диких дрожжей. Они находятся в окружающей среде, а именно в воздухе, древесине и любых предметах, соприкасающихся с жидкостью во время производственных процессов. Ароматы, характерные для бактериального брожения — ананас, сухофрукты, лак для волос, газ, краска, кожа, животные ноты. Иногда они настолько сильно выражены, что воспринимаются как дефектные ноты.

Разнообразие мескаля является следствием множества факторов, которые создают широкий спектр вкусов и ароматов. В целом можно говорить о влиянии 3 основных, а именно:

### Используемый сорт агавы
Вид агавы или их сочетание, способ выращивания (культивируемый или дикорастущий сорт), использование или отсутствие химических удобрений и пестицидов — всё это влияет на результат и вкусоароматику мескаля.

### Разнообразие производственных процессов
Сбор, запекание, измельчение, ферментация, дистилляция, выдерживание, настаивание — все эти процессы различны в разных регионах вследствие культурного наследия и семейных традиций. Например, два одинаковых сорта агавы были одинаково собраны, прошли одинаковое время в одинаковых условиях при запекании, после одинакового измельчения по-разному прошли процесс ферментации. Первый экземпляр претерпел брожение с добавлением фибры (волокон агавы), а второй без добавления. В результате мескаль из первого примера получит характерные травянисто-вяжущие ноты во вкусе и аромате, тогда как второй будет обладать не столь ярко выраженным характером.

### Терруар
Это понятие включает в себя сумму геологических и климатических факторов. Разная температура, влажность, почва влияют, во-первых, на рост агавы, количество в ней сахаров и воды, а также других микроэлементов, а во-вторых, эти факторы влияют на популяции дрожжей и активных микроорганизмов, которые участвуют в последующем процессе ферментации.